# Rue du Vertbois (Paris)
Pour les articles homonymes, voir Rue du Vertbois.
La rue du Vertbois est une voie du 3e arrondissement de Paris.

## Situation et accès
Longue de 413 mètres, elle commence au 75, rue de Turbigo et se termine au 306, rue Saint-Martin.
Ce site est desservi par les stations de métro Arts et Métiers et Temple.

## Origine du nom
La rue doit probablement son nom aux arbres, Bois Vert ou Vert Bois, qui composaient l'enclos du prieuré Saint-Martin-des-Champs sur une partie duquel la voie publique était ouverte.
La Commission du Vieux Paris relève l’existence d’un acte de vente dans le censier de Sainte-Opportune, daté de 1313, mentionnant un dénommé Mathieu de Vert-Bois, propriétaire du lieu .

## Historique
La rue est située sur l’ancien égout qui menait au ruisseau de Ménilmontant.

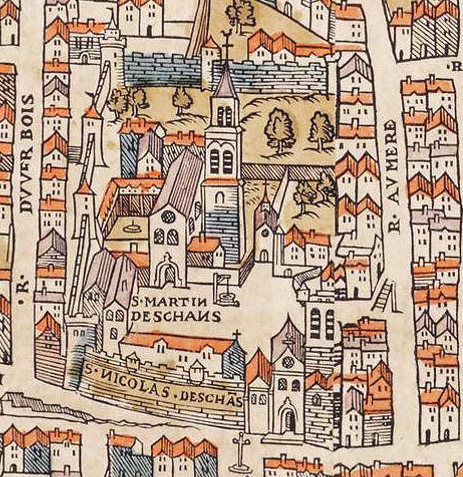
La rue du « Verbois », au nord de l'enceinte du prieuré Saint-Martin-des-Champs, sur le plan de Truschet et Hoyau, vers 1550.

Au cours du XIIIe siècle s'édifie l'enceinte du prieuré Saint-Martin-des-Champs (tours et mur donnant sur la rue du Vertbois) sous le nom de « rue Neuve-Saint-Laurent ». Aujourd'hui, cette ancienne église est utilisée par le musée des arts et métiers et les bâtiments annexes par le Conservatoire national des arts et métiers.
Elle est citée sous le nom de « rue Neufve Saint Laurens » dans un manuscrit de 1636.
En octobre 1839, la première école primaire supérieure de Paris (future école Turgot), dirigée par Pierre-Philibert Pompée jusqu'en 1852, est ouverte dans cette rue.
Le 18 février 1851, une décision ministérielle réunit la rue Saint-Laurent à la rue du Vertbois, qui était alors située entre les rues de la Croix  et du Pont-aux-Biches-Saint-Martin et la rue Saint-Martin.
Avant le percement, en 1854, de la rue de Turbigo, la voie commençait rue du Temple. À l’intersecion, côté nord, se tenait le couvent des pères pénitents de Nazareth.
Durant la Seconde Guerre mondiale, l'école communale de la rue du Vertbois a été le siège de l'« atelier du Vert-Bois » autour du peintre Jean Lombard (1895-1983). On y compta entre autres le sculpteur Maxime Adam-Tessier et le peintre Georges Romathier.
L’architecte André Granet obtient, en 1942-1944, l’expropriation et la démolition des anciennes maisons longeant le Conservatoire national des Arts et Métiers, pour y construire deux amphithéâtres.

## Bâtiments remarquables et lieux de mémoire

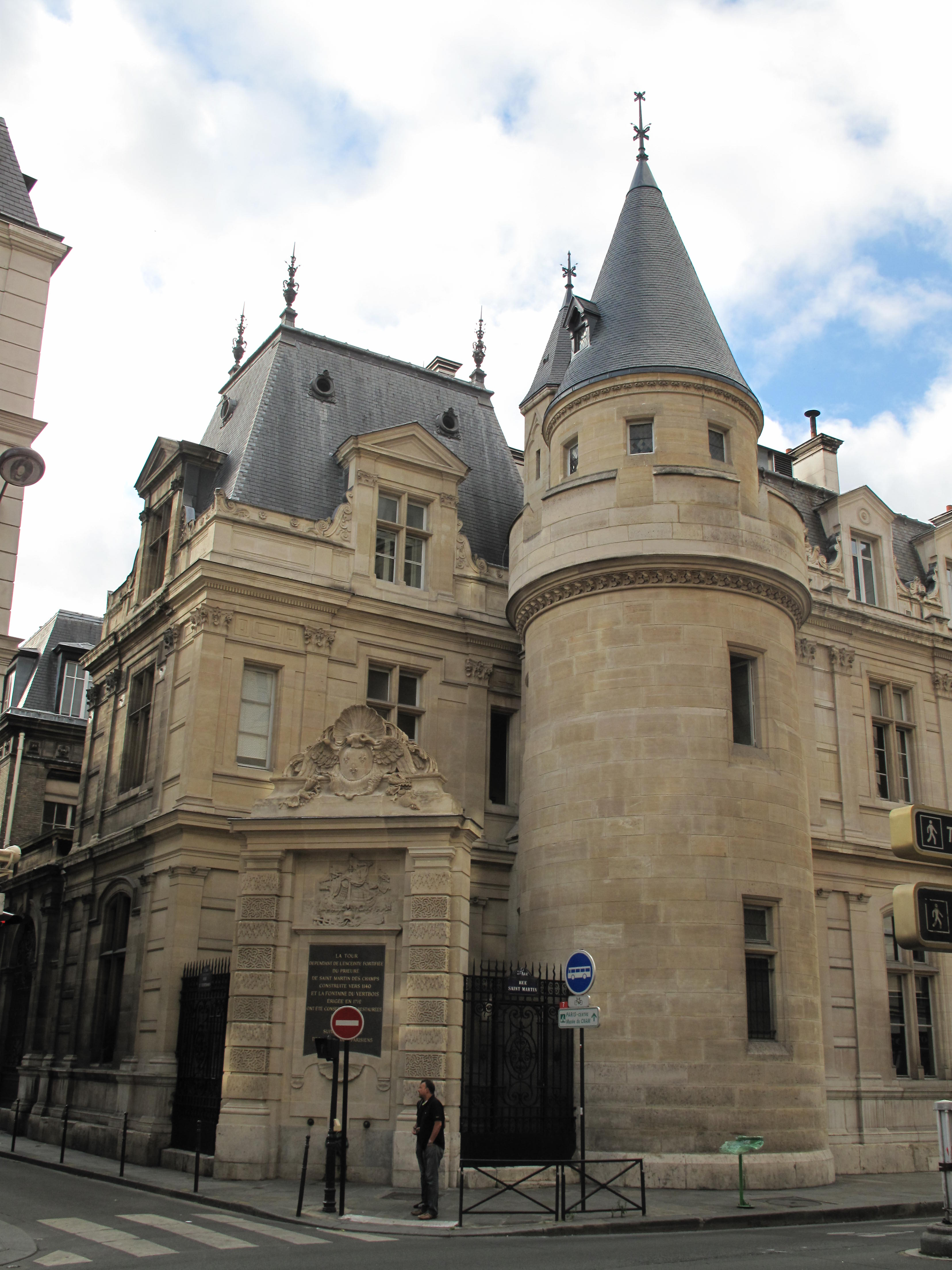
Fontaine du Vert bois.

- À l'angle avec la rue Saint-Martin, la tour nord-ouest de l'enceinte de l'ancien prieuré Saint-Martin-des-Champs, avec la fontaine du Vert bois. Cette tour a été sauvée d'une démolition en 1882 grâce à l'intervention de la Société des antiquaires, soutenue par Victor Hugo[6].
- Le quadrilatère compris entre les rues Saint-Martin, du Vertbois, Montgolfier et Bailly marque les limites l'enceinte du prieuré Saint-Martin-des-Champs dont une partie est visible depuis la rue du Vertbois.

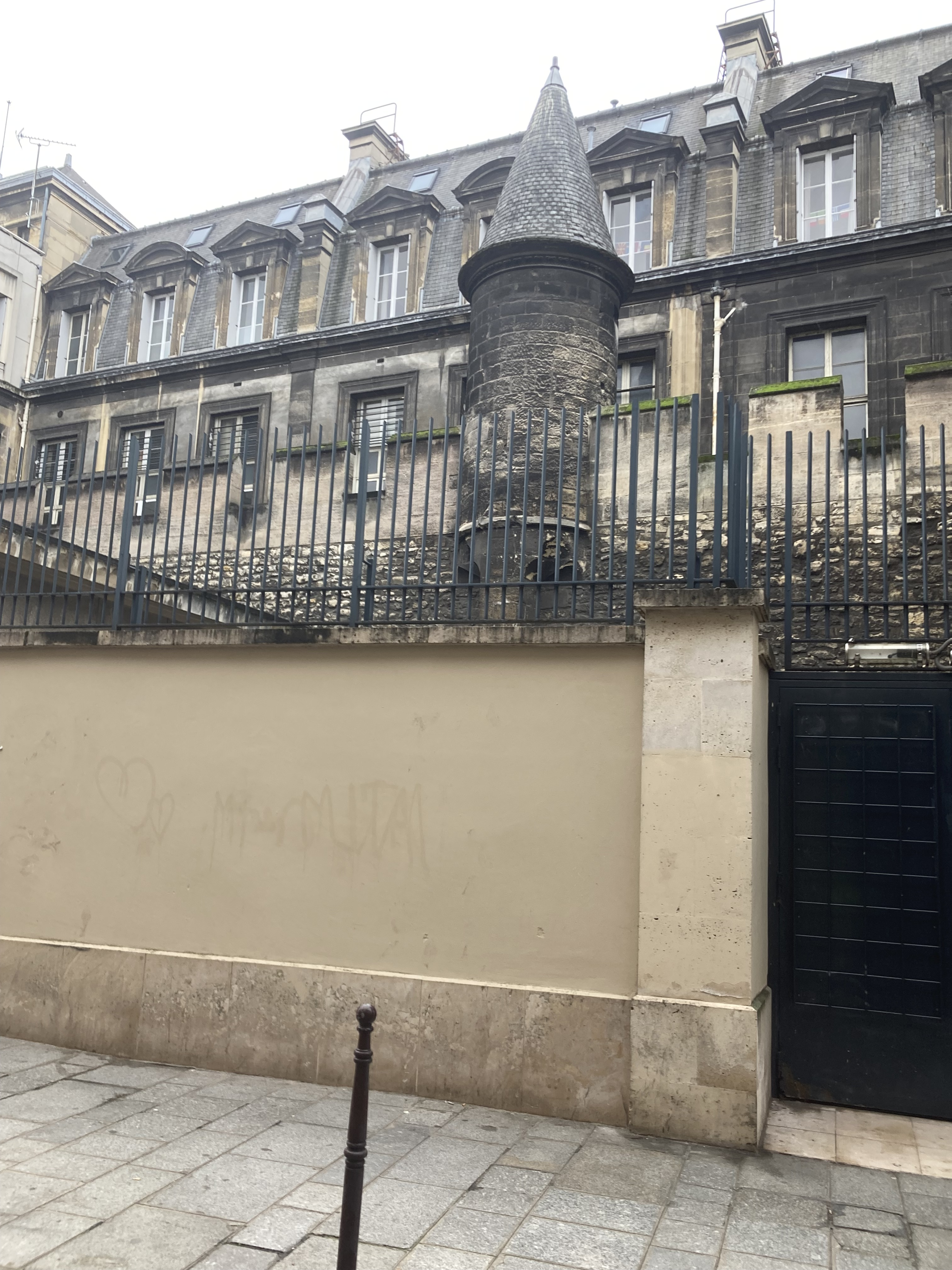
Vestiges de l'enceinte du prieuré de Saint-Martin-des-Champs.

- Une nouvelle geôle est construite en 1687 à l'angle de la rue du Vertbois et la rue Saint-Martin par le prieuré Saint-Martin-des-Champs.
Henri Sauval écrit :

« […] les religieux de Saint-Martin ont mis autrefois les moines convaincus de quelques crimes; mais c’était sous terre, avec un peu de pain et d’eau, dans une basse-fosse où on les laissait mourir misérablement. »